# Albert Wesselski
Albert Wesselski, auch Albert Wesselstá (* 3. September 1871 in Wien; † 2. Februar 1939 in Prag) war ein österreichischer Erzählforscher und Übersetzer.

## Leben
Nach philosophischen Studien an der Universität Wien wechselte er auf die Technische Universität in Wien, wo er 1897 Diplom-Kulturingenieur wurde. Er war Mitglied paritätischen Studentenverbindungen Alemannia Prag, Fidelitas Wien und Prusso-Saxonia Dresden im Burschenbunds-Convent. 1902 bis 1906 war er beim steiermärkischen Landesbauamt in Graz tätig. 1907 wandte er sich dem Journalismus zu. Von 1919 bis 1935 war er Hauptschriftleiter der „Deutschen Zeitung Bohemia“ in Prag.
Wesselski, der von der Prager Deutschen Universität 1931 den Dr. phil. h. c. erhielt und seit 1932 als Mitherausgeber des Archiv Orientální fungierte, habilitierte sich 1935 in Graz, verlor aber seine Venia legendi 1938 aus rassischen Gründen.
Der polyglotte Wissenschaftler ist vor allem durch seine Märchenforschungen bekannt geworden, veröffentlichte aber auch zahlreiche Übersetzungen.

## Übersetzungen (Auswahl)
- Der Hodscha Nasreddin (1911)
- Uilenspiegel und Lamme Goedzak. Ein fröhliches Buch – trotz Tod und Tränen. Von Albert Wesselski. Titel und Einband von Hugo Steiner-Prag. Insel Leipzig 1910.
- Somadewas „Kathasaritsagara“ oder Ozean der Märchenströme. Teil 1.[3] Morawe & Scheffelt, Berlin 1914
  - Auszug (unter dem Namen Albert Wesselstá): Somadeva. Die Geschichte Dschimutawahanas, in: Die schönsten Erzählungen der Welt. Hausbuch unvergänglicher Prosa. Geleitwort Thomas Mann. Kurt Desch, München 1956, 2. Teil, S. 717–729 (eine Vidyadhara-Legende)

## Notizen
1. ↑  Link zum Österreichischen Biographischen Lexikon
2. ↑  Burschenbunds-Convent: Verzeichnis der Alten Herren des B.C., Berlin 1929, S. 125.
3. ↑  Mehr nicht erschienen. Inhaltsverzeichnis bei Deutsche Nationalbibliothek, OPAC online

| Personendaten    | Personendaten                                  |
| ---------------- | ---------------------------------------------- |
| NAME             | Wesselski, Albert                              |
| ALTERNATIVNAMEN  | Wesselstá, Albert (Pseudonym)                  |
| KURZBESCHREIBUNG | österreichischer Erzählforscher und Übersetzer |
| GEBURTSDATUM     | 3. September 1871                              |
| GEBURTSORT       | Wien                                           |
| STERBEDATUM      | 2. Februar 1939                                |
| STERBEORT        | Prag                                           |